# アルキメドーン
アルキメドーン（古希: Ἀλκιμέδων, Alcimedōn）は、ギリシア神話の人物である。長母音を省略してアルキメドンとも表記される。主に、
- ラエルケスの子
- ロクリス人

が知られている。以下に説明する。

## ラエルケスの子
このアルキメドーンは、ハイモーンの子ラエルケスの子。トロイア戦争でミュルミドーン人の軍勢を率いたアキレウスの部下の1人。パトロクロスがアキレウスの武具をまとって出陣したときは第5部隊を率いた。アルキメドーンはパトロクロスの御者を務めたアウトメドーンがパトロクロスの戦死後も1人で戦車を操りながら戦っているのを見つけ、アウトメドーンの代わりに戦車を操縦した。

## ロクリス人
このアルキメドーンは、ロクリス地方の軍勢を率いた武将小アイアースの部下。トロイア戦争末期の攻城戦で城壁にかけられた梯子を駆け上ったが、アイネイアースが城壁の上から投じた巨石に頭を打たれ、梯子から落下して死んだ。

## その他の人物
- テュレニアの海賊の1人。ディオニューソスを売り飛ばそうとしたが、イルカに変えられた[4][5]。
- アルカディア地方の英雄。オストラキナ山の洞窟に住み、マンティネイア近郊のアルキメドーン平原に名を与えた[6]。